# مارك أوبراين (صحفي)
مارك أوبراين (بالإنجليزية: Mark O'Brien)‏ هو صحفي وشاعر أمريكي، ولد في 31 يوليو 1949 في بوسطن في الولايات المتحدة، وتوفي في 4 يوليو 1999 في بيركيلي في الولايات المتحدة.

## وصلات خارجية
- مارك أوبراين على موقع IMDb (الإنجليزية)